# 神津栄子
神津 栄子（こうづ えいこ、1954年10月12日 - ）は、日本のアナウンサー。旧姓、浅井（あさい）。
東京都大田区出身。静岡県立富士宮東高等学校、武蔵野音楽大学声楽科卒業。弟が2人いる。

## 略歴
- 大学4年生時までは声楽家を目指していたが、後にアナウンサーに方向転換[7]。
- 1977年4月 - TBSにアナウンサー第17期生として入社（同期は三雲孝江・吉川美代子）[2][3]。
- 1992年11月 - TBSを退社[4][5]。

## 出演番組
- 三越ミュージックダイヤル（1977年、ラジオ）[5]
- ガンバレ父さん、アマチュア・オン・ステージ（1977年、ラジオ）[5]
- ラジオエッセイ（1977年、ラジオ）[4][5]
- おはよう700日本中継（1977年、テレビ）[4][5]
- JNN総力特番 巨大地震（テレビ）[4]
- 二郎の全国野球マップ（1978年、ラジオ）[5]
- 歌謡曲ナイトスペシャル（1978年、ラジオ）[5]
- シャボン玉こんにちは（1978年、テレビ）[5]
- ザ・ベストテン（1978年、テレビ）[5]
- 土曜ワイドラジオTOKYO（1978年、ラジオ）リポーター[5]
- ベースボールジョッキー 二郎栄子のハイ!歌謡曲!（ラジオ）[5]
- こんにちはTBS
- ミュージックシグナル（1980年、ラジオ）[5]
- 民謡まつり暦（1981年、ラジオ）[5]
- ナイターワイドスペシャル（1982年、ラジオ）[5]
- シブがき隊の青春キャッチボール（1982年、ラジオ）[5]
- 加瀬英明のハローワールド（1982年、ラジオ）[4][5]
- ふるさと日本一（1982年、ラジオ）[5]
- アップルシティ500（1982年、テレビ）[4][5]
- 筑紫哲也のハローワールド（1983年、ラジオ）[5]
- JNNおはようニュース&スポーツ（1984年、テレビ）[5]
- スーパーワイドぴいぷる（1985年、ラジオ）[5]
- 花の新人歌謡戦（1985年、ラジオ）[5]
- 陳平のラジオ日曜版（1988年、ラジオ）[5]
- 好奇心の大統領（1990年、ラジオ）[4][5]
- 松ちゃんの健康バンザイ（1990年、ラジオ）[5]
- JNNニュースコール（1992年、テレビ）[5]
- 発信!地球号（1992年、テレビ）リポーター[5]

## その他の番組
- ミームいろいろ夢の旅（1983年4月3日 - 1985年3月31日、テレビ）オープニング・エンディングの提供スポンサーアナウンス《電電公社時代》